# Julian Mandel
Julian Mandel (1872 Elzas - Recife, 24 september 1961) was een Franse kunst- en erotiekfotograaf in de jaren ’10, ’20 en ’30 van de twintigste eeuw.
Hij wijdde zijn leven aan het bevorderen van de fotografie als kunst. Zijn klassieke studies van het vrouwelijke naakt, zoals bij Alice Prin, werden in Frankrijk al snel collectors items. De foto's werden als ansichtkaarten in omloop gebracht door Alfred Noyer, Les Studios, P-C Paris en de Neue Photographische Gesellschaft.
Mandel was lid van de Duitse avant-gardegroep Neues Zeitalter im Freien. Over zijn leven is verder weinig bekend. Men heeft daarom zelfs het vermoeden dat zijn naam een pseudoniem is. Er zijn mensen die denken dat het Julian Walery was, een fotograaf uit diezelfde periode die soortgelijke stijlen toepaste. Veel overeenkomsten tussen beide fotografen zouden daardoor verklaarbaar zijn.
Zijn modellen nemen meestal zogenaamde "klassieke poses" aan en werden zowel in de studio als buiten gefotografeerd. Zijn opnamen zijn kunstzinnig gecomponeerd met zachte tinten door een belichting die een textuur in licht en schaduw creëert.

De naaktfoto’s werden weliswaar verkocht in het formaat van de ansichtkaart, maar ze waren niet bedoeld om als ansicht te dienen, en het versturen was in die tijd natuurlijk verboden. Maar door het formaat pasten ze goed in jaszakken, pakketjes en boeken. Ze werden in grote aantallen verkocht.
- Gemeinsame Normdatei: 1271186381
- Nationale Bibliotheek van Israël: 987007502780505171
- Nationale Bibliotheek van Polen: a0000003695784
- PIC: 279367
- Système universitaire de documentation: 083274391
- Museum of New Zealand Te Papa Tongarewa: 28035
- Union List of Artist Names: 500083205
- Virtual International Authority File: 96279354